# سي أوف ثيفز
بحر اللصوص أو سي أف ثيفيس (بالإنجليزية: Sea of Thieves)‏، هي لعبة فيديو من تطوير ستوديو راير البريطانية، ومن نشر مايكروسوفت ستوديوز، صدرت اللعبة في 20 مارس سنة 2018، وتعمل على منصات إكس بوكس ون ومايكروسوفت ويندوز، وتعتمد اللعبة على اللعب الجماعي.

## المواقع الخارجية
- سي أوف ثيفز على موقع IMDb (الإنجليزية)
- سي أوف ثيفز على موقع ميوزك برينز (الإنجليزية)
- الموقع الرسمي
 (بالإنجليزية)